# Rufino Guido
Rufino Guido (Buenos Aires, 1796 - Ib. 1880), militar argentino, que participó en la guerra de la Independencia de su país.

## Biografía
Era hermano menor del después general Tomás Guido. En 1813 ingresó en el Regimiento de Granaderos a Caballo creado por José de San Martín, y participó en el sitio de Montevideo. Al año siguiente estuvo destacado con un batallón de su regimiento que luchó en el Alto Perú, y peleó en el combate de El Tejar: fue tomado prisionero, pero pocos días más tarde se libró y capturó a sus propios carceleros. Luchó en la batalla de Sipe Sipe.
En 1816 pasó al Ejército de los Andes e hizo la campaña de Chile, luchando en Chacabuco, Cancha Rayada y Maipú. Como se apunta tuvo actuación destacada en las campañas del Alto Perú hasta su destino en Mendoza para formar parte del Ejército de los Andes.
Llegó al Perú con el grado de teniente coronel, y fue el jefe en la primera victoria sobre los realistas en Perú, en el combate de Palpa, cerca de Ica, el 7 de octubre de 1820. Si bien el Bautismo de Fuego del Ejército se registra en esa acción bélica es de destacar que al ver la bravura y convicción de la tropa que respondía al General San Martín dos compañías de los realistas se pasaron esa jornada al bando argentino-chileno.
Fue el segundo jefe de las fuerzas patriotas en la batalla de Cerro de Pasco.La Batalla de Pasco tuvo lugar en la primera campaña de Arenales a la sierra durante la guerra de independencia del Perú en la fecha del 6 de diciembre de 1820, enfrentando a las fuerzas independentistas contra los realistas de la fuerza de O'Reilly, enviada desde Lima por el virrey Pezuela para cortar el paso a las tropas de Arenales en su retorno a la costa.
Tuvo un papel importante en la toma de Lima y en la defensa de la misma en 1822. Fue ascendido al grado de coronel y ocupó cargos militares y civiles en la capital; más tarde fue nombrado ayudante personal de San Martín. Lo acompañó en el viaje a Guayaquil, pero no presenció la parte decisiva de la entrevista con Simón Bolívar, que fue a solas.
Cuando los realistas recuperaron Lima, fue el más destacado en el sitio de esa ciudad, aunque su sitio se limitó a evitar que los españoles pudieran aprovisionarse de alimentos, ya que los atacó en cada salida.
Permaneció por muchos años en Perú, donde continuó su carrera militar y ascendió hasta el grado de general.
Regresando en 1855 a Buenos Aires; por su hermano Tomás se unió al partido federal, abandonando toda actividad pública después de la batalla de Pavón. Fue ascendido al grado de general por el presidente Sarmiento, pero no volvió a tener mando de tropas.
Falleció en Buenos Aires en 1880. Sus restos se encuentran en el Cementerio porteño de Recoleta. Cada año la Junta de Historiadores del Río de la Plata lo homenajea en ese sitio. Una calle en Santa Rosa, Provincia de La Pampa, lo recuerda.